# Neopolyporolithon
Neopolyporolithon, rod crvenih algi iz potporodice Melobesioideae, dio porodice Hapalidiaceae. Taksonomski je priznat kao zaseban rod. Postoje dvije priznate vrste, obje su morske.

## Vrste
1. Neopolyporolithon arcticum (Kjellman) P.W.Gabrielson, S.C.Lindstrom & Hughey
2. Neopolyporolithon reclinatum (Foslie) W.H.Adey & H.W.Johansen